# 胡湄
胡 湄（こ び、生卒年不詳）は中国清代の画家。沈南蘋の師として知られる。字は飛濤。 号は晩山・秋雪。浙江平湖の人。
科挙制度においては諸生に甘んじた。書画などの収蔵家で知られる項元汴の外孫であったので、その収蔵物の模写や臨模が自由に行え、画業が進んだ。虫魚図・花鳥図を得意とし仙筆と称揚された。金銭によって画を求められても気に入らない者には応じなかった。詩文にも優れ、高雅の士と交友。その名声は日本にも届き、徳川幕府が招聘をしようとしたが既に没しており、その代わりに弟子の沈南蘋が来日した。

## 刊行物
- 『招隠堂集』